# Vaulx-en-Velin – La Soie
Vaulx-en-Velin - La Soie – stacja końcowa metra w Lyonie, na linii A. Stacja została otwarta 2 października 2007.